# قلی‌لاله سفلی
قلی‌لاله سفلی، روستایی از توابع بخش قلقل‌رود شهرستان تویسرکان در استان همدان ایران است

## جمعیت
این روستا در دهستان قلقل‌رود قرار دارد و براساس سرشماری مرکز آمار ایران در سال ۱۳۹۵، جمعیت آن ۳۰۳ نفر (۹۷ خانوار) بوده‌است.